# DZ Возничего
DZ Возничего (лат. DZ Aurigae) — одиночная переменная звезда в созвездии Возничего на расстоянии (вычисленном из значения параллакса) приблизительно 3334 световых лет (около 1022 парсеков) от Солнца. Видимая звёздная величина звезды — от +15,5m до +14,3m.

## Характеристики
DZ Возничего — красная пульсирующая медленная неправильная переменная звезда (LB) спектрального класса M6. Эффективная температура — около 3299 К.